# The Typewriter
The Typewriter é uma peça musical instrumental composta por Leroy Anderson em 1950, e realizada pela primeira vez pela Orquestra Pops de Boston. Sua execução requer de fato uma máquina de escrever, que é usada no palco. 
As teclas, o mecanismo de carriage return e o sino da máquina de escrever fornecem o componente principal da peça, mas Anderson  demonstrou que um xequerê também pode ser usado, no lugar do carriage return. A máquina de escrever é modificada para que apenas duas chaves funcionem. Muitos ouvintes já suspeitaram que datilógrafos tenham sido recrutados para "tocar" a máquina de escrever, mas Anderson assegurou que apenas bateristas profissionais têm suficiente flexibilidade no pulso para fazê-lo.
The Typewriter já foi considerada como uma das "mais espirituosas e inteligentes peças do repertório orquestral". A peça foi apresentada por Jerry Lewis no filme Who's Minding the Store? (título Brasil: Errado pra Cachorro)  e usada na claymation Mary and Max.